# سانتا کروز، شهرستان استار، تگزاس
سانتا کروز (به انگلیسی: Santa Cruz) یک منطقهٔ مسکونی در ایالات متحده آمریکا است که در تگزاس واقع شده‌است. سانتا کروز ۵۴ نفر جمعیت دارد.